# Czarnowiec (wieś w powiecie ostrołęckim)
Czarnowiec – wieś sołecka w Polsce położona w województwie mazowieckim, w powiecie ostrołęckim, w gminie Rzekuń.
Wierni Kościoła rzymskokatolickiego należą do parafii Najświętszego Serca Pana Jezusa w Rzekuniu.

## Historia
Wieś szlachecka położona była w drugiej połowie XVI wieku w powiecie ostrołęckim ziemi łomżyńskiej. W latach 1921–1939 wieś leżała w województwie białostockim, w powiecie łomżyńskim, w gminie Rzekuń.
Według Powszechnego Spisu Ludności z 1921 roku wieś zamieszkiwało 259 osób, 257 było wyznania rzymskokatolickiego, 2 prawosławnego. Jednocześnie 257 mieszkańców zadeklarowało polską przynależność narodową, 1 białoruską a 1 rusińską. Było tu 28 budynków mieszkalnych. Miejscowość należała do parafii rzymskokatolickiej w m. Rzekuń. Podlegała pod Sąd Grodzki w Ostrołęce i Okręgowy w Łomży; właściwy urząd pocztowy mieścił się w Ostrołęce.
W wyniku napaści ZSRR na Polskę we wrześniu 1939 miejscowość znalazła się pod okupacją sowiecką. Od czerwca 1941 roku pod okupacją niemiecką. Od 22 lipca 1941 do 1945 włączona w skład Landkreis Scharfenwiese Regierungsbezirk Zichenau (rejencji ciechanowskiej) III Rzeszy. W latach 1975–1998 miejscowość administracyjnie należała do województwa ostrołęckiego.